# Angelika Dünhaupt
Angelika Dünhaupt (* 22. Dezember 1946 in Hahnenklee-Bockswiese) ist eine frühere deutsche Rennrodlerin.
Angelika Dünnhaupt startete für den VfL Wolfsburg. Den größten Erfolg feierte sie bei den Olympischen Winterspielen 1968 in Grenoble, wo sie hinter Erika Lechner aus Italien und ihrer Landsfrau Christa Schmuck den Bronzerang belegte. Dabei profitierte sie allerdings von der umstrittenen Disqualifikation der Rodlerinnen Ortrun Enderlein (Platz 1), Anna-Maria Müller (2) und Angela Knösel (4) aus der DDR. Bei den Europameisterschaften im Jahr zuvor errang sie die Silbermedaille. Deutsche Meisterin wurde sie 1967.
Für ihre sportlichen Leistungen erhielt sie am 27. November 1968 das Silberne Lorbeerblatt.